# Auguste Wambst
Pour les articles homonymes, voir Wambst.
Auguste René Wambst, né le 19 décembre 1908 à Lunéville et mort le 11 mars 1987 à Nice, est un coureur cycliste français spécialiste du demi-fond.

## Biographie
Auguste Wambst est issu d'une famille de cyclistes : ses frères Georges, Charles et Fernand sont tous devenus coureurs. En avril 1914, son père meurt subitement.
Il commence à courir sur un vélo gagné par son frère Georges. Il entre au vélo club de Levallois, en 1926 et s'entraine au « presbytère » des Loges-en-Josas, le camp d'entrainement crée par Paul Ruinart,. Il court comme routier amateur avec Raynaud, Dayen, Merviel, Bisseron et Brossy.
Auguste Wambst commence à courir sur piste des américaines avec son frère Charles. Il commence à faire parler de lui, quand, à la fin de la saison 1927, il va à Marseille, en compagnie de Charles et de Bisseron, pour tenter de battre le record de l'heure à triplette, là il contracte la fièvre typhoïde. Durant cinquante-sept jours, il demeure alité à l'hôpital d'Ivry. Sa saison 1928 étant irrémédiablement compromise, Auguste part accomplir son service militaire en devançant l'appel ; il est incorporé à Nanterre, dans une compagnie d'ouvriers d'aviation et obtient l'autorisation de s'entrainer. C'est alors que l'idée lui vient de s'orienter vers le demi-fond. Son frère Georges l'encourage vivement et il l'aide même à faire l'acquisition du coûteux matériel de stayer. Pour ses débuts, entraîné par Maurice Guerin, il gagne la première médaille des stayers au cours de l'hiver 1928-1929,. Il enlève peu après le critérium d'hiver des stayers français. Au cours du championnat d'hiver, il bat Robert Grassin en janvier 1930.
En 1933, il bat Grassin, Paillard et Metze au Vel' d'Hiv'. En 1933, il termine deuxième du critérium national d'hiver, derrière Lacquehay. En 1934, il gagne le criterium d'automne à Buffalo. En 1935, il bat Georges Paillard, Giovanni Manera et Erich Möller au Vél' d'Hiv', gagne le championnat de France et participe aux championnats du monde à Bruxelles, mais en méforme il abandonne,. En 1936, il gagne le critérium national de demi-fond à Buffalo,. En 1939, comme Terreau et Lemoine, il ne prend pas part aux championnats de France, considérant qu'ils ne sont pas payés à leurs justes valeurs.
Pendant la seconde guerre mondiale, Auguste Wambst travaille dans une épicerie à Villennes-sur-Seine, tout en continuant à courir. En 1941, il est suspendu pour ne pas avoir participé aux championnats de France. Il participe aux combats de la libération, au sein des F.F.I..
Après sa retraite de coureur, il devient entraîneur de demi-fond. Il entraîne notamment Guy Bethery, Louis Chaillot, Roger Queugnet dans les années 1950.

## Palmarès sur piste

### Championnat de France
- Champion de France de demi-fond : 1935, entrainé par Georges Groslimond[18],[28].

### Grand Prix
- Prix d'ouverture : 1927[8]
- Grand Prix de Bordeaux de demi-fond : 1932[29] et 1934
- Prix Robert Walthour : 1932[30]
- Prix Georges Parent : 1933[31]
- Prix Henri Contenet : 1933[32]
- Prix Arthur Linton : 1934[33],[34],[35]
- Grand Prix de Buffalo : 1934[36]
- Prix César Simar : 1935[37]
- Grand Prix de Pâques : 1935[38]
- Grand Prix du Conseil Municipal de Paris de demi-fond : 1936[39],[40], 1938[41],[42]
- Roue d'Or de Buffalo : 1937[43],[44],[45],[46]
- Grand Prix de la presse quotidienne bordelaise : 1939[47]

## Distinction
- Médaille d'Or de l'Éducation physique : 1939[48]

## Vie privée
Il épouse la sœur du coureur cycliste Bernard. Ils habitent Villennes-sur-Seine. Il se marie en secondes noces avec Marie Annunciade Bisgambiglia le 2 août 1951, à Paris 1e.